# Городские ворота (Валлетта)
Городские ворота (мальт. Bieb il-Belt) — ворота, расположенные на въезде в Валлетту. Нынешние ворота, которые являются пятыми по счёту, стоявшими на этом месте, были построены в период с 2011 по 2014 год по проекту итальянского архитектора Ренцо Пиано.
Первыми воротами, которые стояли на этом месте, были Ворота Сан-Джорджо (мальт. Porta San Giorgio), построенные в 1569 году по проекту Франческо Лапарелли и Джироламо Кассара. Ворота были переименованы в Porta Reale (мальт. Putirjal) примерно в 1586 году, а затем перестроены в 1633 году по проекту Томмазо Дингли. Он был ненадолго переименован в Porte Nationale во время французской оккупации Мальты в 1798 году, но его название вернулось к Porta Reale, когда Мальта попала под британское правление в 1800 году. В 1853 году его снова заменили более крупными воротами, которые также были известны как Кингсгейт (мальт. Kingsgate) или Кингсвей. Все эти первые трое ворот были укреплены, образуя часть городских стен Валлетты. Ворота также неофициально назывались Porta di terra (что означает «сухопутные ворота»), так как это был единственный наземный подход к городу.
Последние укреплённые ворота были снесены в 1964 году и заменены футуристическими воротами, спроектированными Альдзиро Бергонцо. Затем эти ворота были снесены в 2011 году, и они были заменены воротами по проекту Ренцо Пиано, которые были завершены в 2014 году.

## Расположение
Городские ворота расположены внутри занавеса Порта Реале, навесной стены в центре земельного фронта Валлетты, расположенной между бастионами Сент-Джеймс и Сент-Джонс. Мост, перекинутый через глубокий ров Валлетты, ведёт к воротам. Первоначально ворота были защищены воротами couvre porte, передовым рвом и люнетом, известным как Люнет Святой Мадлен. Во время британского владычества люнет был разрушен, а часть передовой канавы засыпана землёй. Позже это место было занято автобусной остановкой с фонтаном Тритон в центре. Площадь вокруг фонтана была превращена в пешеходную зону.
Ворота обозначают начало улицы Республики (мальт. Triq ir-Repubblika), главной улицы Валлетты, которая идёт до самого форта Сант-Эльмо в противоположном конце города. К зданиям, расположенным в непосредственной близости от городских ворот, относятся здание парламента, руины Королевского Оперного театра и торговые ряды City Gate. Сент-Джеймский кавалер и Сент-Джонский кавалер расположены по обе стороны ворот, рядом с домом парламента и торговыми рядами.
Городские ворота были одними из трёх ворот, ведущих в город, — другими были ворота Марсамксетт и ворота Дель Монте, расположенные на Западной и Восточной оконечностях города. Ворота Марсамксетт были разрушены в начале 20-го века, а ворота Дель Монте были заменены воротами Виктории в 1885 году.

## История

### Первые ворота (1569—1633)
Первоначальные ворота в Валлетту были известны как порт Сан-Джорджо (мальт. Porta San Giorgio) и были построены во времена правления великого магистра Жана Паризо де Валетта, в честь которого назван город. Ворота Сан-Джорджо были спроектированы Франческо Лапарелли, итальянским военным инженером, который проектировал большинство укреплений Валлетты и его мальтийским помощником Джироламо Кассаром. Строительство началось в апреле 1566 года и было завершено к 1569 году. Ворота были довольно просты по дизайну и представляли собой всего лишь небольшое, ничем не украшенное отверстие в навесной стене.
Деревянный мост первоначально связывал ворота Сан-Джорджо с сельской местностью через канаву. Где-то в 1582 году Каменный мост заменил деревянный. Сам мост неоднократно менялся, но его каменные фундаменты остались нетронутыми и продолжают поддерживать нынешний мост.
Примерно в 1586 году, во время правления Великого Магистра Хьюза Лубенса де Вердаля, ворота были переименованы в Porta Reale. В конце XVI века были построены меньшие внешние ворота, а над первоначальными воротами была пристроена Триумфальная арка.

### Вторые ворота (1633—1853)
Вторые городские ворота были построены в 1633 году, во времена правления Великого Магистра Антуана де Паула. Эти ворота были более украшены, чем предыдущее ворота Сан-Джорджо, и состояли из центральной арки с меньшими арками по обе стороны и деревянного подъёмного моста через глубокий сухой ров, который находится непосредственно за городскими стенами.
Эти ворота часто приписывают Мальтийскому архитектору Томмазо Дингли, хотя нет никаких документальных свидетельств, подтверждающих это утверждение.
Во время французской оккупации Мальты в 1798—1800 годах ворота были переименованы в Porte Nationale. В соответствии с указом № 6 от 1814 года, который был издан губернатором сэром Томасом Мейтландом. В 1815 году на воротах был установлен британский герб. Этот герб был работой скульптора Винченцо Димеха.
Со временем ворота были изменены, и к концу 18-го и началу 19-го века появился ряд особенностей, которые не были частью первоначального дизайна. Ворота были снесены в 1853 году, так как они были слишком малы и их пришлось расширить.
Остатки подъёмного моста 17-го века, который, как полагают, был установлен в Porta Reale, теперь выставлены в центре интерпретации укреплений.

### Третьи ворота (1853—1964)
Третьи городские ворота были построены в 1853 году, в разгар британского владычества на Мальте. Ворота были известны как Porta Reale (мальт. Putirjal, англ. Kingsgate).
Ворота были спроектированы полковником Томпсоном, королевским инженером и состояли из двух центральных арок с двумя меньшими. По обе стороны ворот стояли две статуи: Филиппа Вилье де Л’Иль-Адама, первого Великого Магистра Мальты, и Жана Паризо де Валетта, основателя города. 24 июля 1892 года над аркой в задней части ворот был установлен бронзовый бюст Папы Пия V, который внёс значительный финансовый вклад в строительство Валлетты.
К началу 20-го века ворота считались слишком маленькими, чтобы справиться с большим наплывом людей, въезжающих в город. Первые предложения по решению этой проблемы были сделаны в 1920-х годах, и некоторые из них включали замену ворот открытой проезжей частью. Третьи ворота пережили бомбардировки Второй Мировой войны, хотя и были слегка повреждены в апреле 1942 года, когда мост, ведущий к воротам, подвергся бомбардировке с воздуха. Во время этого нападения были уничтожены статуи Л’Иль-Адама и де Валетта.
Первые планы реконструкции Королевского Оперного театра и входа в Валлетту были сделаны в 1950-х гг. Этот проект был возрождён премьер-министром Джорджем Боргом Оливером в 1962 году, сосредоточившись на городских воротах. Проект замены ворот на более крупные был объявлен на выставке 1963 года, и ворота были сняты в июне 1964 года.
.
После сноса ворот бюст Пия V был помещён на хранение, а затем возвращён местным советом Валлетты в 1993 году. В 2005 году бюст был перенесён на большую осадную площадь, рядом с Собором Святого Иоанна и зданием суда.

### Четвёртые ворота (1965—2011)
Четвёртые городские ворота были построены между июнем 1964 и августом 1965 года по проекту архитектора Альдзиро Бергонцо в итальянском рационалистическом стиле. Ворота состояли из большого проёма в центре с двумя меньшими по бокам и имели простую конструкцию с ограниченным орнаментом. Улица папы Пия V (мальт. Triq il-Papa Piju V) проходила по верху ворот.
Ворота были частью проекта, который так и не был полностью завершён, а именно перестройка входа в Валлетту и Королевский оперный театр. Он был спорным во время его строительства, и у широкой общественности были смешанные мнения о воротах. В марте 1965 года, когда шло строительство ворот, палата архитекторов раскритиковала этот проект как «архитектурный провал». Аргументы в пользу ворот говорили о том, что они открывают лучший вид на бастионы, а их конструкция отражает строгость укреплений.
Дальнейшая критика была направлена в сторону ворот и в последующие десятилетия, возник общественный интерес к замене ворот. Итальянский архитектор Ренцо Пиано впервые задумал перестроить вход в Валлетту в 1988 году, но к 1992 году этот проект был отложен. В 2008 году правительство возобновило контакт с Пиано, чтобы заменить ворота. Новые планы Пиано были обнародованы 27 июня 2009 года, а городские ворота были снесены между 2 и 5 мая 2011 года, причём премьер-министр Лоуренс Гонци присутствовал на сносе. Снос городских ворот и близлежащих аркад на площади Свободы обошёлся в общей сложности в 1,39 миллиона евро.

### Пятые ворота (2014—настоящее время)
Пятые и нынешние городские ворота были построены между 2011 и 2014 годами по проекту Ренцо Пиано. Эти ворота сильно отличаются от предыдущих, так как состоят из пролома в бастионах, обрамлённых большими каменными блоками, которые отделены от навесных стен высокими стальными лопастями. Как и четвёртые ворота, он также был построен в рамках проекта по реконструкции входа в город. Проект также превратил руины Королевского Оперного театра в театр под открытым небом (мальт. Pjazza Teatru Rjal, и был построен новый парламентский дом, занимающий часть площади Свободы.
Новые городские ворота, как и остальная часть проекта Пиано, были спорными. Большинство мальтийцев приветствовали снос четвёртых ворот, хотя это был один из немногих примеров итальянской рационалистической архитектуры на острове. Некоторые критики новых ворот предпочли более традиционную конструкцию, аналогичную третьим воротам. Новые ворота сравнивали с древнеегипетским храмом Эдфу, а критики говорили, что пролом в бастионах неуместен в этом преимущественно маньеристском и барочном городе.

## Запечатление
В октябре 2014 года на проспекте Джироламо Кассара, недалеко от автобусной остановки, была открыта художественная инсталляция под названием Prospettiva. Инсталляция включает в себя элементы из пяти ворот, которые стояли на въезде в Валлетту, и была спроектирована архитектором Крисом Бриффой. Инсталляция посвящена выбору Валлетты в качестве культурной столицы Европы в 2018 году.